# Salutering i Sverige

Örlogsfartyg skjuter salut på Karl X Gustavs begravning, 1660-talet.

Salut ges normalt i Sverige på sex officiella salutdagar i en salutomgång om 21 skott med 5 sekunder mellan skotten med början på första slaget klockan 12.00 (söndagar och helgdagar kl 13.00). Denna salutomgång om 21 skott är enligt internationell praxis en officiell hedersbetygelse som ges för nationen vid till exempel nationaldagen.

## Praxis för salutering
Kungliga bemärkelsedagar (konungens och drottningens födelse- och namnsdagar), på tronföljarens födelsedag samt vid födelser och begravningar inom Kungahuset), i andra statsceremoniella eller större sammanhang när så särskilt bestäms, till exempel vid statsbesök och vid kung Carl XVI Gustafs 50-årsdag 1996, för statschefen och för annan nation vid örlogsbesök samt vid örlogsbesök skall salutpliktigt fartyg skjuta 21 skott för gästande nation. Denna salut skall då besvaras med samma antal skott.
Vid födslar inom Konungahuset avges salut i två salutomgångar om 21 skott för den förstfödde till statschef eller tronföljare (med 1 min mellan salutomgångarna). Vid övriga födslar inom Konungahuset avges salut i en salutomgång om 21 skott. 
Färre skott än 21 kan skjutas i en viss fallande skala (19, 17, 15 etc) som hedersbetygelse av ett fartyg i marina sammanhang om till exempel en ambassadör, en statsminister eller en högre officer kommer ombord. Honnörssalva med gevär kan avges av truppstyrka vid begravningar och minnesdagar (till exempel vid FN-monumentet på Djurgården på FN-dagen den 24 oktober). Svensk lösen om två skott (eller dubbel svensk lösen om 2 x 2 skott) kan skjutas vid övriga ceremonier. Civilt används den ibland (till exempel vid öppnande av Stockholms Vattenfestival eller vid helt privata tillfällen). Salut skjuts också vid doktorspromotioner vid vissa svenska universitet. Vanligt är då att promotor och jubeldoktorer saluteras med två skott, hedersdoktorer med ett skott samt att doktorer efter avlagda prov saluteras i grupp med ett eller flera skott. Variationer förekommer dock.

### Tabell över antal skott[2]
| Antal skott | För |
| ----------- | --- |
| 21          | Nation Statschef Kungligheter                                                                                                |
| 19          | Statsminister Riksmarskalk Utrikesminister Riksdagens talman Svensk ambassadör Försvarsminister Överbefälhavare/försvarschef |
| 17          | Amiral Territoriell militär chef med generals/flaggmans grad Envoyé extraordinaire                                           |
| 15          | Viceamiral Chef för marinens taktiska stab (flaggman) Chargé d’affaires en pied                                              |
| 13          | Konteramiral Chargé d’affaires ad interim                                                                                    |
| 11          | Flottiljamiral, Kommendör 1.gr Generalkonsul                                                                                 |
| 9           | Kommendör |
| 7           | Konsul |
| 5           | Vice Konsul |

## Salutstationer
Ett salutbatteri består normalt av fyra artilleripjäser, varvid särskild salutammunition används. Saluterna i Stockholm avges enligt särskilda föreskrifter som meddelas vid varje tillfälle.
Förordning (1996:931) om salut anger även att salut som avges i Stockholm, Vaxholm, Karlskrona och Göteborg avges från en av de två salutstationer som finns på dessa orter.
Salutstationer finns på : 
- Skeppsholmen, (Stockholm)
- Kastellholmen, (Stockholm)
- Kungshall, (Karlskrona)
- Kungsholms fort, (Karlskrona)
- Fårösund, (Gotland)
- Bodens fästning, (Boden)
- Kusthöjden, (Härnösand)
- Vaxholms fästning, (Vaxholm)
- Oskar-Fredriksborg, (Vaxholm)
- Skansen Lejonet, (Göteborg)
- Älvsborgs fästning, (Göteborg)

## Salut från fartyg
Enligt Förordning (1996:931) om salut är örlogsflottans fartyg salutpliktig enligt följande: De örlogsfartyg som är utrustade med minst två kanoner av samma kaliber och med lägst 40 mm kaliber är salutpliktiga.

## Officiella salutdagar
| Dag         | Tillfälle                         |
| ----------- | --------------------------------- |
| 28 januari  | H.M. Konungens namnsdag           |
| 30 april    | H.M. Konungens födelsedag         |
| 6 juni      | Sveriges nationaldag              |
| 14 juli     | H.K.H. Kronprinsessans födelsedag |
| 8 augusti   | H.M. Drottningens namnsdag        |
| 23 december | H.M. Drottningens födelsedag      |

## Urtima salutdagar
| Tillfälle                                |
| ---------------------------------------- |
| Födelse av barn inom kungliga huset      |
| Statschefens frånfälle                   |
| Ny statschefs trontillträde              |
| Andra dagar som Försvarsmakten bestämmer |